# Everhardus Koster

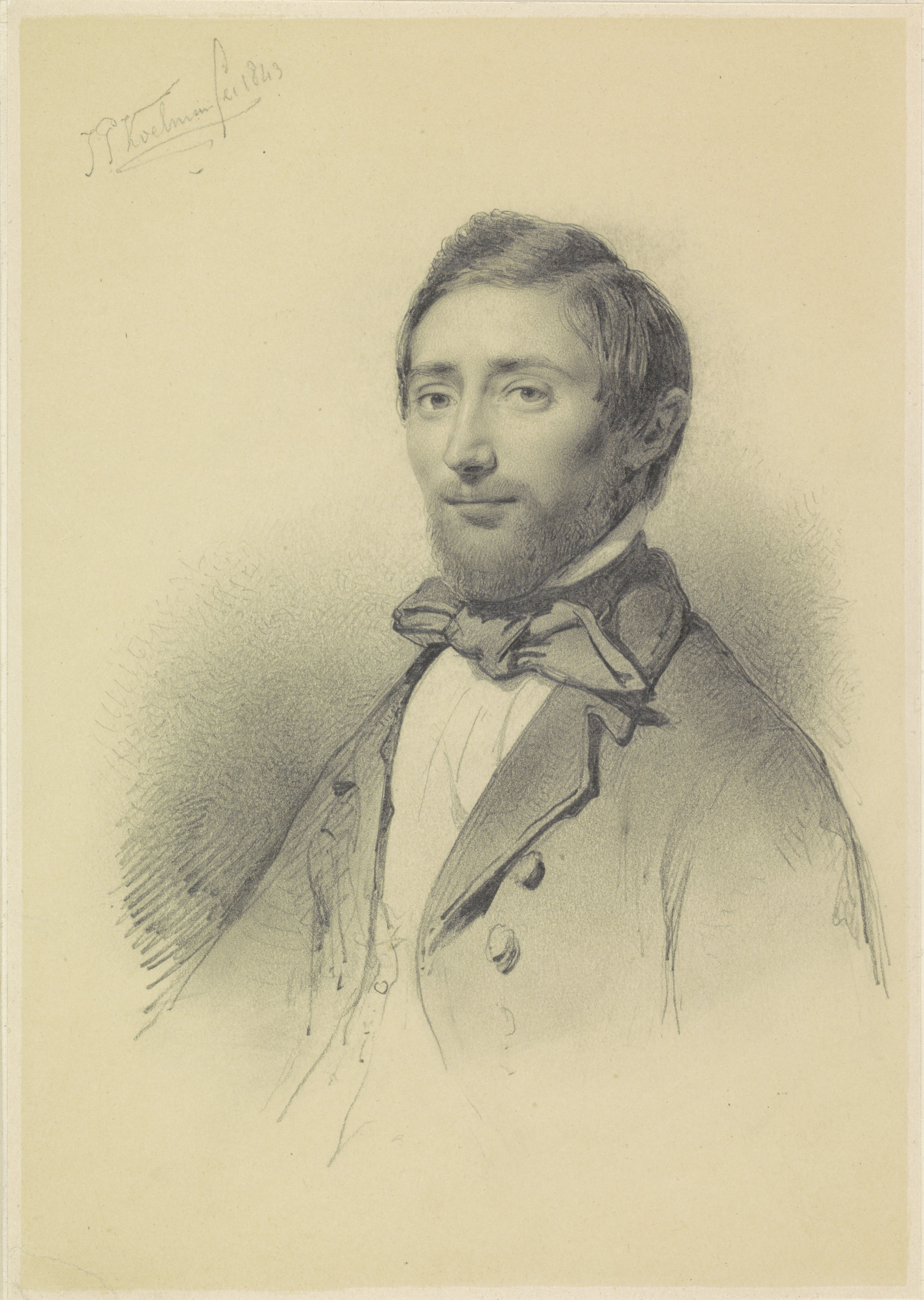
Portret van Everhardus Koster door Johan Philip Koelman (1843)

Everhardus Koster (Den Haag, 1817 - Dordrecht, 1892) was een Nederlandse kunstschilder.
Koster studeerde onder B.J. van Hove aan de Academie van Beeldende Kunsten in Den Haag. Later studeerde hij aan het Städelsches Kunstinstitut in Frankfurt am Main. Na zijn studie werkte hij vanuit Amsterdam, waar hij in 1852 lid werd van de Koninklijke Academie. Tussen 1858 en 1879 was hij directeur van het Paviljoen in Haarlem. Daarna werkte hij in Den Haag en in Dordrecht, waar hij in 1892 overleed.
Koster staat bekend om zijn strand-, zee- en riviergezichten, maar schilderde ook stadsgezichten. Zijn stijl zat tussen de Romantiek en de Haagse school in. Zijn werk wordt onder andere tentoongesteld in het Amsterdamse Rijksmuseum, het Frans Halsmuseum in Haarlem en het Maritiem Museum in Rotterdam.

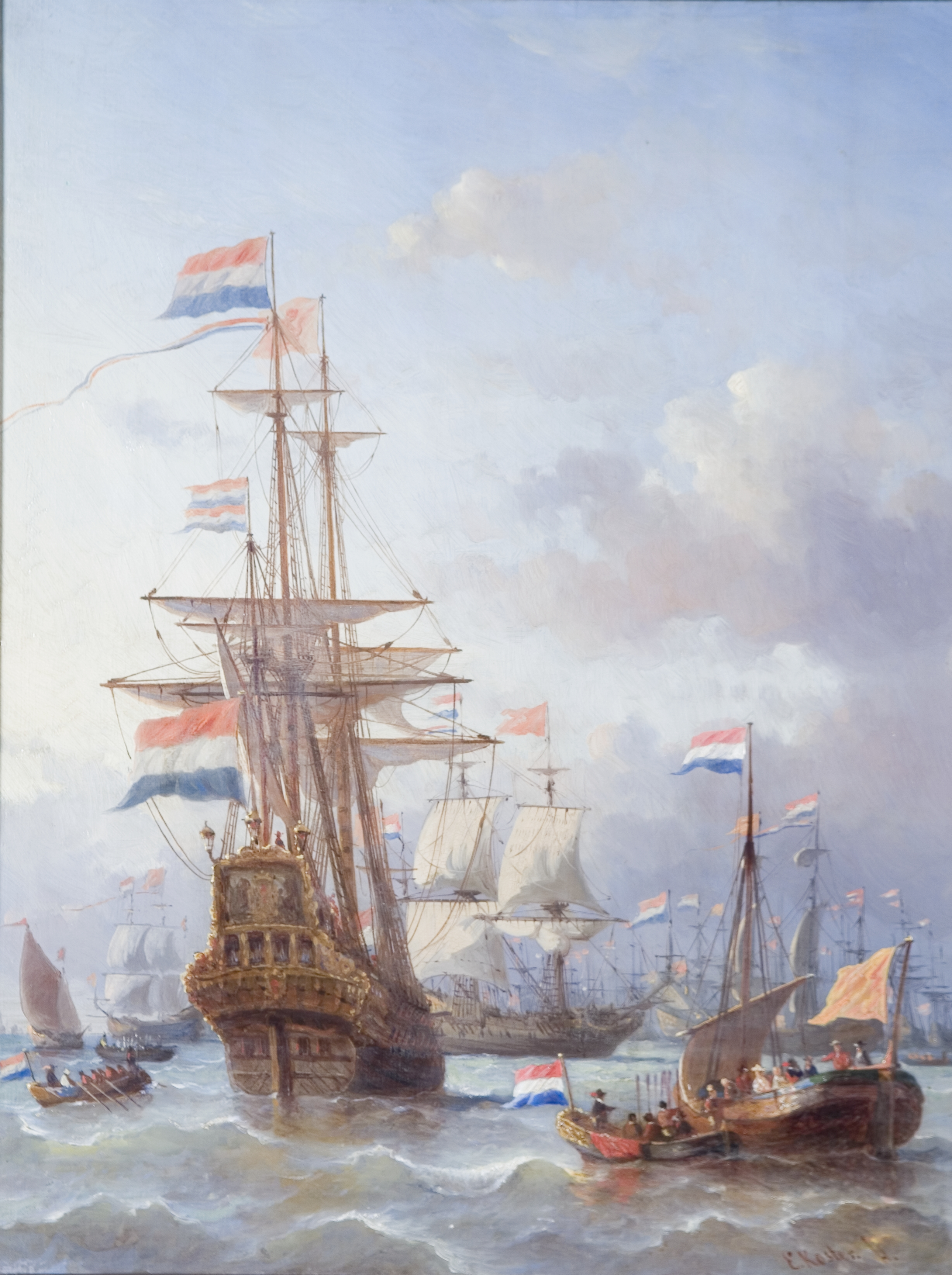
De tocht naar Chatham (1677)
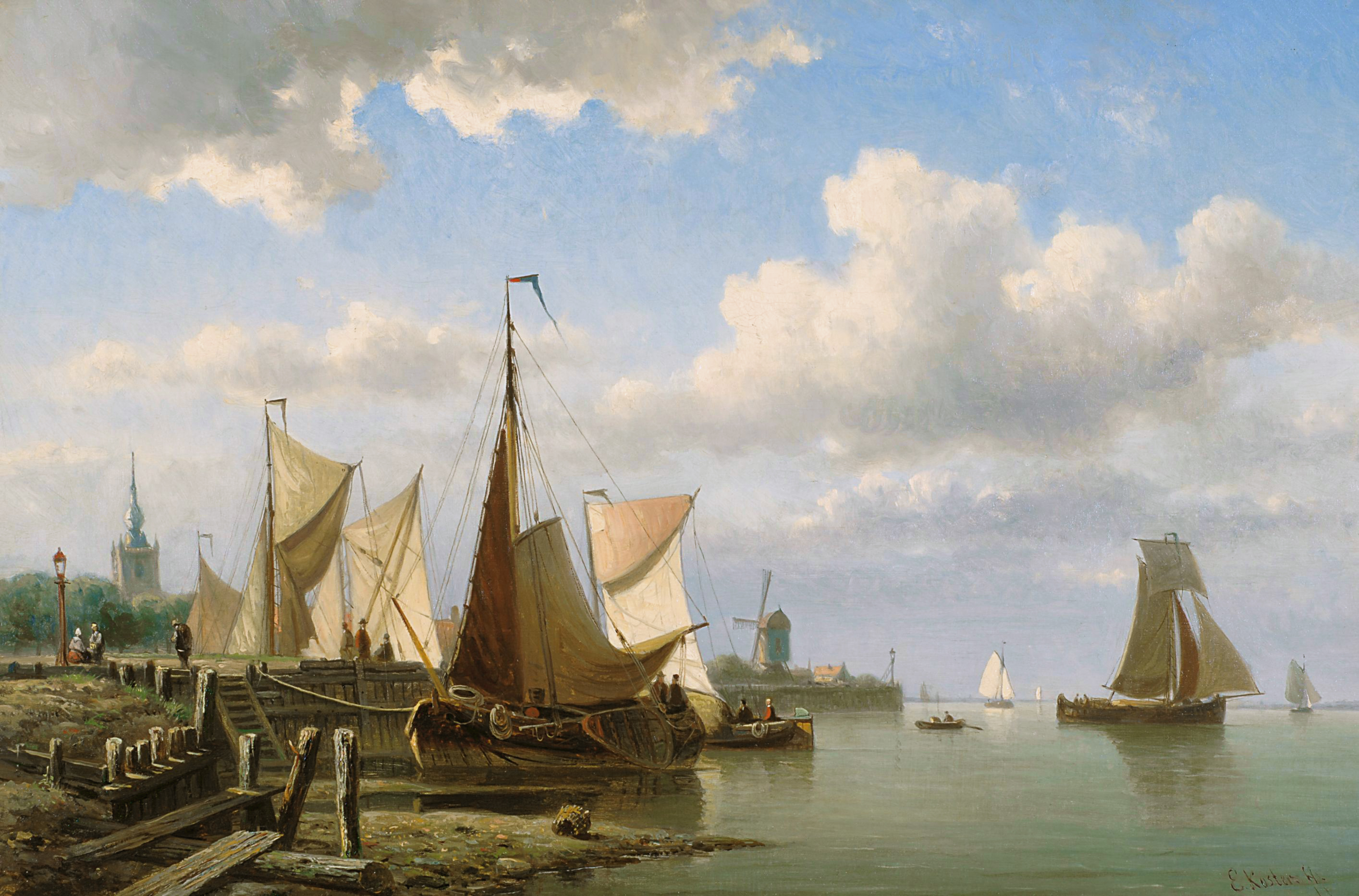
Overschie
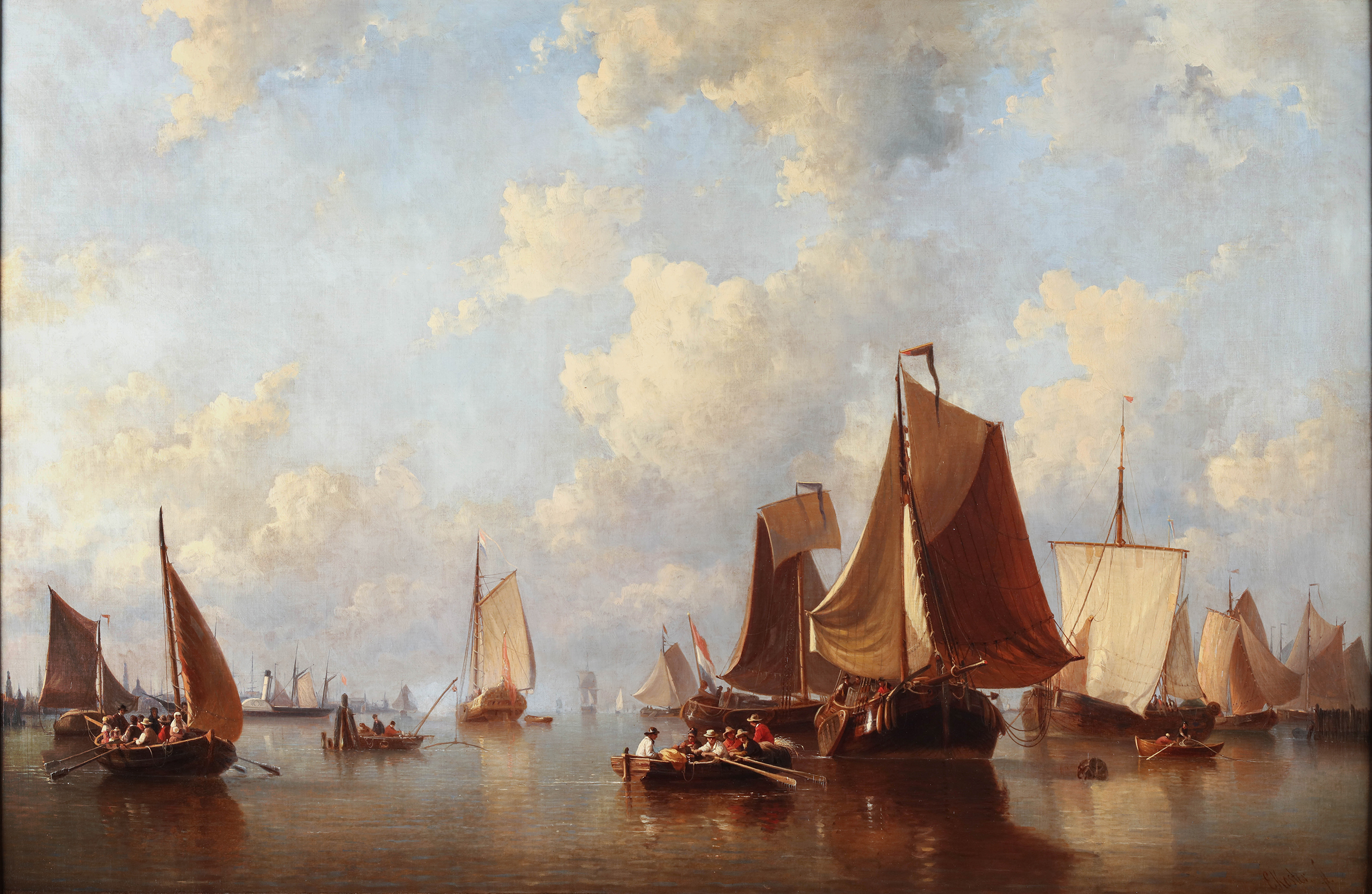
Amsterdam
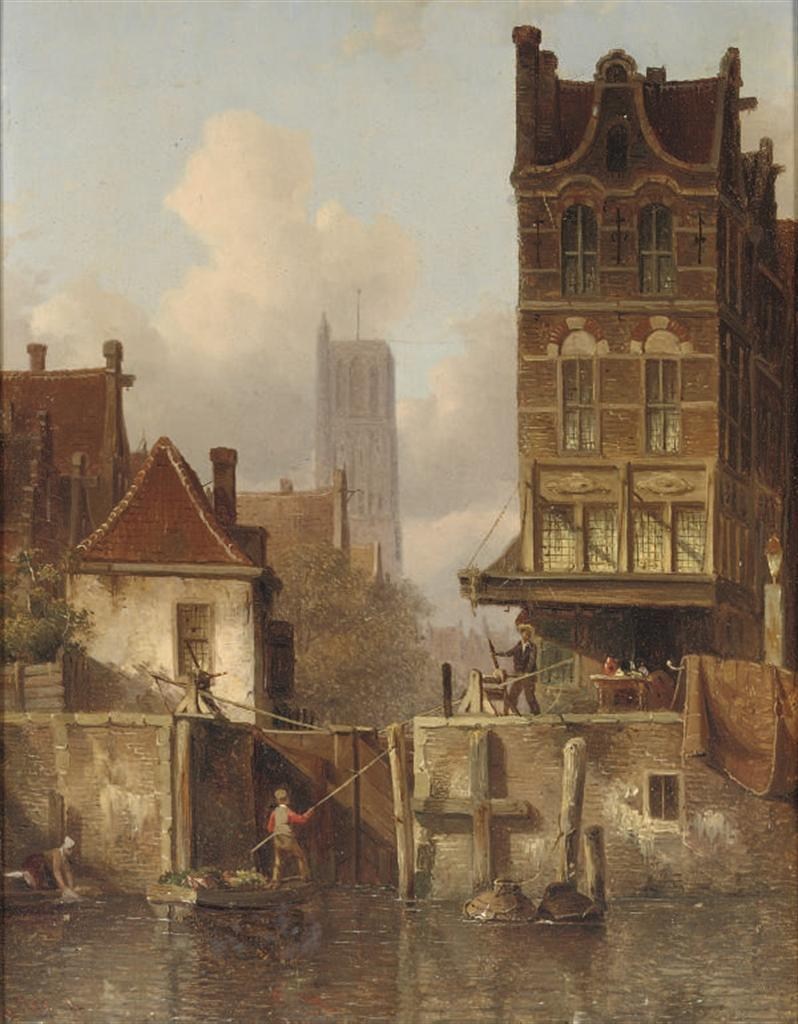
Sluis

## Bron
- Artdumay - Biografie van Everhardus Koster (1817-1892)[dode link]